# DO Somontano
Somontano és una zona vinícola i una Denominació d'origen situada a la província d'Osca, a la comarca del Somontano de Barbastre i amb Barbastre com a centre productor. Compta amb 4000 hectàrees de vinyes que l'any 2003 van donar 135307 hl de vi.

## Tipus de raïm
- Ull de llebre
- Cabernet sauvignon
- Merlot
- Macabeu
- Moristel
- Alcañón
- Garnatxa negra i blanca
- Chardonnay
- Parraleta
- Gewürztraminer

## Cellers
- Bodegas Monclús
- Bodegas Osca
- Bodegas Fabregas
- Bodegas Lalanne
- Viñas del Vero Arxivat 2013-04-15 a Wayback Machine.
- Enate
- Bodegas Pirineos
- Bodega Valdovinos
- Blecua
- Dalcamp
- Otto Bestué
- Olvena
- Sierra de Guara
- Laus
- Bodegas Ballabriga
- Aldahara
- Raso Huete
- Abinasa
- Irius
- Meler
- Viñedos Sevil

## Anyades
- 1982 EXCEL·LENT
- 1983 MOLT BONA
- 1984 REGULAR
- 1985 EXCEL·LENT
- 1986 BONA
- 1987 MOLT BONA
- 1988 EXCEL·LENT
- 1989 MOLT BONA
- 1990 BONA
- 1991 MOLT BONA
- 1992 MOLT BONA
- 1993 EXCEL·LENT
- 1994 EXCEL·LENT
- 1995 EXCEL·LENT
- 1996 MOLT BONA
- 1997 BONA
- 1998 EXCEL·LENT
- 1999 MOLT BONA
- 2000 BONA
- 2001 EXCEL·LENT
- 2002 MOLT BONA